# Paullus Aemilius Lepidus
Paullus Aemilius Lepidus (PIR2 A 373[dode link], mogelijk Lucius Aemilius Lepidus Paullus; † 13 v.Chr.) was een senator in de late Republiek en onder het principaat.
Lepidus was de zoon van Lucius Aemilius Paullus, consul in 50 v.Chr., en aldus een neef van de triumvir Marcus Aemilius Lepidus. Lepidus was eerst gehuwd met Sempronia Atratina, de dochter van Lucius Sempronius Atratinus, consul in 34 v.Chr., en zou later huwen met Cornelia, een dochter van Scribonia. Uit dit huwelijk stamden Lucius Aemilius Paullus en Marcus Aemilius Lepidus, respectievelijk consul in 1 en 6 n.Chr. Na de dood van Scribonia trouwde Lepidus Claudia Marcella maior of minor. Met haar had hij een dochter, Claudia Pulchra.
Lepidus begon zijn carrière als triumvir monetalis op een niet nader bepaald tijdstip. Tot aan zijn proscriptie in 43 v.Chr. blijft zijn naam onvermeld in onze bronnen. Hij zal voor de Caesarmoordenaars Marcus Iunius Brutus en Gaius Cassius Longinus Kreta veroveren. Nadat hij was overgelopen naar Octavianus streed Lepidus tegen Sextus Pompeius. Mogelijk werd Lepidus voor de bewezen diensten in 34 consul suffectus. Hij voltooide als consul de bouw van de Basilica Aemilia.
Voor de daaropvolgende periode zwijgen de bronnen weer over zijn activiteiten. Zonder twijfel was Lepidus na zijn consulaat proconsul, maar het is echter onduidelijk of hij naar Asia of Macedonia werd gestuurd. Ook een datering is niet mogelijk. Het is echter wel zeker dat hij in 22 v.Chr. samen met Lucius Munatius Plancus censor was. Zij waren het laatste gekozen censorenpaar. Volgens Velleius Paterculus was Lepidus geheel ongeschikt voor dit ambt.

## Referentie
- Dit artikel of een eerdere versie ervan is een (gedeeltelijke) vertaling van het artikel Paullus Aemilius Lepidus op de Duitstalige Wikipedia, dat onder de licentie Creative Commons Naamsvermelding/Gelijk delen valt. Zie de bewerkingsgeschiedenis aldaar.